# Monroe County (Mississippi)
 Der er flere lokaliteter med dette navn, se Monroe County.
Monroe County er et county i den amerikanske delstat Mississippi. 
33°53′N 88°29′V / 33.89°N 88.49°V